# Жълтокрил скакалец
Жълтокрилият скакалец (Gastrimargus musicus) е вид австралийски скакалец от семейство Полски скакалци (Acrididae). Понякога се бърка с Chortoicetes terminifera, въпреки че жълтокрилият скакалец е по-едър и по-голям.

## Разпространение
Видът е разпространен в Австралия.

## Описание
Задната двойка криле е наполовина жълта.